# Le Tech
Le Tech – miejscowość i gmina we Francji, w regionie Oksytania, w departamencie Pireneje Wschodnie, położone nad rzeką Tech.
Według danych na rok 1990 gminę zamieszkiwały 124 osoby, a gęstość zaludnienia wynosiła 5 osób/km² (wśród 1545 gmin Langwedocji-Roussillon Le Tech plasuje się na 778. miejscu pod względem liczby ludności, natomiast pod względem powierzchni na miejscu 281.). 

## Zabytki
Zabytki na terenie gminy posiadające status monument historique:
- ermitaż św. Wilhelma de Combret (Ermitage Saint-Guillem de Combret)